# Liste des évêques et archevêques de Malte
Liste des évêques et archevêques de l'archidiocèse de Malte
La date entre parenthèses est celle de la nomination, sauf si astérisque (*), c'est alors la date de la première mention de l’évêque (ne correspond pas forcément avec sa nomination).
- Saint Publius (Ier siècle)
- Julianus (mai 553*)[1]
- Lucillus † (592*)[2]
- Traianus (janvier 603*)[1]
- Manas (3 Apr 883*) Grec, dernier évêque avant l'invasion musulmane[3]
- Stephanus (1140*)[1]
- Joannes I (février 1168*)[1]
- Joannes II (1211*)
- Ruggerio di Cefalù (avant 1253*)[4],[1]
- Domenico (8 mai 1253*)[1]
- Jacobus de Miletu (27 mai 1259*)[1]
- Marino di Sorrento (1267*)
- Johannes Normandus (1268*)
- Andrea Bancherini, O.P. (1270*)[1],[5]
- Jacobus da Malta, O.F.M. (1272 ou 1284 - 1299)[1]
- Niccolò (21 janvier 1304*)[4],[1]
- Alduino (1330*)[4],[1]
- Enrico da Cefalù, O.F.M. (10 janvier 1334*)[4],[1]
- Nicolas Bonet, O.F.M. (27 novembre 1342*)
- Ogerius (27 octobre 1343*)[1]
- Jacobus (7 juin 1346*)[1]
- Ilario Corrado, O.P. (15 juin 1356*)[4],[1]
- Antonio, O.F.M. (19 août 1370)[1]
- Corrado (3 septembre 1371*)[1]
- Antonio de Vulponno, O.S.B. (15 octobre 1375 - novembre 1392 décès)[4],[1]
- Mauro Cali (4 juillet 1393 - 1408)[1]
- Andrea de Pace, O.F.M. (1408*)[1]
- Antonio (29 juillet 1409*)[1]
- Andrea, O.P. (4 juillet 1414*)[1]
- Giovanni Ximenes, O.F.M. (16 mars 1418)[4],[1]
- Mauro de Albraynio (21 août 1420)[1]
- Senatore De Mello de Noto (13 février 1432)[6]
- Jacobus (21 décembre 1445)[6]
- Antonio de Alagona (21 juin 1447)[6]
- Giovanni Paternione, O.S.B. (8 janvier 1479 - 6 juillet 1489, nommé archevèque de Palerme)[6],[7]
- Pierre de Foix (1449-1490), Cardinal diacre (6 juillet 1489 - 10 août 1490, décès)[6],[7]
- Paolo della Cavalleria (10 février 1491 - 30 mars 1495, nommé évêque de Cefalù)[6],[7]
- Giacomo Vualguera (30 mars 1495 - 5 mai 1501, décès)[6],[7]
- Antonio Corseto (20 décembre 1501 - septembre 1503, décès)[6],[7]
- Juan de Castro (20 mars 1504 - 29 septembre 1506, décès)[6],[1] (amministratore apostolico)
- Bandinello Sauli (5 octobre 1506 - 23 février 1509, nommé évêque de Gerace)[6],[1]
- Bernardino de Bononia (23 février 1509 - 21 janvier 1512, nommé archevêque de Messine)[6],[1]
- Juan Pujades (21 janvier 1512)[6]
- Juan de Sepúlveda (14 juillet 1514 - 1516, nommé archevêque de Corinthe)[7]
- Bernardino Cateniano (9 avril 1516 - 23 mai 1516)[6],[7]
- Raffaele Sansoni Riario ? (23 mai 1516 - 1520) : douteux, apparait dans la liste des archives du diocèse de Malte[6] mais pas dans sa biographie officielle[8]
- Bonifacio Cateniano (30 août 1519 - 1522, décès)[6],[7]
- Girolamo Ghinucci (10 octobre 1523 - 14 juin 1538[6],[7]) nommé Cardinal Prêtre de Santa Balbina en 1535
- Tommaso Bosio, O.S.Io.Hier. (20 mars 1538 - 15 août 1539, décès)[6]
- Domingo Cubels, O.S.Io.Hier. (10 décembre 1540 - 22 novembre 1566 décès)[6],[7]
- Martín Rojas de Portalrubio, O.S.Io.Hier. (5 novembre 1572 - 19 mars 1577, décès)[6],[7]
- Tomás Gargal, O.S.Io.Hier. (11 août 1578 - 10 juin 1614, décès)[6],[7]
- Baldassarre Caglieres, O.S.Io.Hier. (18 mai 1615 - 4 août 1633, décès)[6],[7]
- Miguel Juan Balaguer Camarasa, O.S.Io.Hier. (12 février 1635 - 5 décembre 1663, décès)[6],[7]
- Lucas Buenos, O.S.Io.Hier. (15 décembre 1666 - 7 septembre 1668, décès)[6],[7]
- Lorenzo Astiria, O.S.Io.Hier. (16 juin 1670 - janvier 1677, décès)[6],[7]
- Miguel Jerónimo de Molina y Aragonés, O.S.Io.Hier. (18 avril 1678 - 25 mai 1682, nommé évêque de Lérida)[6],[7]
- Davide Cocco Palmeri, O.S.Io.Hier. (15 mai 1684 - 19 septembre 1711, décès)[6],[7]
- Joaquín Cánaves, O.S. (30 août 1713 - 3 juin 1721, décès)[6],[7]
- Gaspare Gori Mancini, O.S.Io.Hier. (1er juin 1722 - juillet 1727, décès)[6],[7]
- Paul Alphéran de Bussan, O.S.Io.Hier.(8 mars 1728 - 20 avril 1757, décès)[6],[7]
- Bartolomé Rull, O.S.Io.Hier. (19 décembre 1757 - 19 février 1769, décès)[6],[7]
- Giovanni Carmelo Pellerani, O.S.Io.Hier. (28 mai 1770 - 18 mars 1780, nommé archevêque de Rhodes)[6],[7]
- Vincenzo Labini, O.S.Io.Hier. (19 juin 1780 - 30 avril 1807, décès)[6],[7]
- Ferdinando Mattei (18 septembre 1807 - 14 juillet 1829, décès)[6],[7]
- Francesco Saverio Caruana (28 février 1831 - 17 novembre 1847, décès)[6],[7]
- Publio Maria Sant (novembre 1847 - 3 décembre 1857)[6],[7]
- Gaetano Pace-Forno, O.S.A. (3 décembre 1857 - 22 juillet 1874, décès)[6],[7]

À partir de 1864, l’île de Gozo est érigée en diocèse.
- Carmelo Scicluna (15 mars 1875 - 12 juillet 1888, décès)[6],[7]
- Pietro Pace (10 février 1889 - 29 juillet 1914, décès)[6],[7]
- Mauro Caruana (22 janvier 1915 - 17 décembre 1943, décès)[6],[7]

À partir de 1943, l’évêché de Malte est élevé en archevêché.
- Mikiel Gonzi (en) (17 décembre 1943 - 30 novembre 1976)[6],[7]
- Joseph Mercieca (29 novembre 1976 - 2 décembre 2006)[6],[7]
- Pawlu Cremona, O.P. (2 décembre 2006[6],[7] - 18 octobre 2014[9])
- Charles Scicluna (27 février 2015[7] - actuel)